# Stoczek (gromada w powiecie lubartowskim/radzyńskim)
Stoczek – dawna gromada, czyli najmniejsza jednostka podziału terytorialnego Polskiej Rzeczypospolitej Ludowej w latach 1954–1972.
Gromady, z gromadzkimi radami narodowymi (GRN) jako organami władzy najniższego stopnia na wsi, funkcjonowały od reformy reorganizującej administrację wiejską przeprowadzonej jesienią 1954 do momentu ich zniesienia z dniem 1 stycznia 1973, tym samym wypierając organizację gminną w latach 1954–1972.
Gromadę Stoczek z siedzibą GRN w Stoczku utworzono – jako jedną z 8759 gromad na obszarze Polski – w powiecie lubartowskim w woj. lubelskim na mocy uchwały nr 11 WRN w Lublinie z dnia 5 października 1954. W skład jednostki weszły obszary dotychczasowych gromad Stoczek i Stójka ze zniesionej gminy Czemierniki w tymże powiecie.
1 stycznia 1956 gromadę włączono do powiatu radzyńskiego w tymże województwie, gdzie ustalono dla niej 10 członków gromadzkiej rady narodowej.
1 stycznia 1960 gromadę zniesiono, włączając jej obszar do gromady Czemierniki w tymże powiecie.
Uwaga: Do końca 1955 roku Stoczek należał do powiatu lubartowskiego w woj. lubelskim. 1 stycznia 1956 roku Stoczek został przyłączony do powiatu radzyńskiego. Ponieważ w powiecie radzyńskim 1 stycznia 1958 pojawił się drugi Stoczek (przyłączony tu z powiatu łukowskiego, siedziba gromady Stoczek), w powiecie radzyńskim powstały dwie jednostki administracyjne o nazwie Stoczek. W związku z tym nazwę tego drugiego Stoczka zmieniono 22 listopada 1958 na Stoczek Kocki. Ponadto w powiecie łukowskim powstała w 1961 roku trzecia jednostka o nazwie Stoczek z siedzibą w Stoczku (Łukowskim).